# Museo delle navi antiche di Pisa
Cantiere delle Navi di Pisa er et arkæologisk museum i Pisa i Toscana, Italien. museet er opført for at huse 30 skibe, der blev fundet i 1998. Museet blev "indviet" i 2013, men var stadig under opførsel i 2017. Det er indrettet i Arsenali medicei.
Skibene blev fundet ved udgravninger til opførsel af en offentlig bygning, og de stammer fra omkring år 100 f.v.t. og frem til 600 e.v.t.